# Revolution du Texas
 (juillet 2015).
Stade
Le Revolution du Texas était une franchise américaine de football américain en salle  et un membre fondateur de Champions Indoor Football (CIF). Le Revolution était basés à Allen et Frisco, au Texas, dans la zone métropolitaine de Dallas-Fort Worth.

## Histoire

Twisters de l'Arkansas (2000–2009)

L'équipe, créée en 2000 à North Little Rock, dans l'Arkansas, a été membre de l'arenafootball2 (2000-2009), de l'Indoor Football League (2010-2014) puis de la Champions Indoor Football (2015-2019). L'équipe jouait à l'Alltel Arena. Ils ont successivement porté le nom des Twisters de l'Arkansas (en anglais : Arkansas Twisters, 2000-2009), des Diamonds de l'Arkansas (2010), des Wranglers d'Allen (2011-2012) et enfin du Revolution du Texas (2013-2019).

## Saison par saison
| Saison | Vic. | Déf. | Nuls | Class.              | En playoffs                |
| 2000   | 7    | 9    | 0    | 6e AC               | --                         |
| 2001   | 6    | 10   | 0    | 5e NC South Central | --                         |
| 2002   | 11   | 5    | 0    | 2e NC Central       | Défaite Week 1             |
| 2003   | 9    | 7    | 0    | 2e NC Central       | Défaite en NC Championship |
| 2004   | 4    | 12   | 0    | 4e AC Mid-South     | --                         |
| 2005   | 5    | 11   | 0    | 3e AC South         | --                         |
| 2006   | 10   | 6    | 0    | 3e NC Midwest       | Défaite en NC Championship |
| 2007   | 12   | 4    | 0    | 2e NC Central       | Défaite au 1er tour        |
| 2008   | --   | --   | --   | --                  | --                         |
| Total  | 68   | 68   | 0    | (inclus playoffs)   | (inclus playoffs)          |